# Banca Nazionale del Lavoro
Banca Nazionale del Lavoro (BNL) is een Italiaanse bank en nummer zes op de Italiaanse banken ranglijst. Sinds 2006 maakt de bank deel uit van de Franse bank BNP Paribas.
BNL vormt deel van de Euro Banking Association. De EBA is een samenwerkingsverband van Europese Banken, gericht op het mogelijk maken van het betalingsverkeer binnen het Euro-gebied.

## Overnamestrijd

#### BBVA
In maart 2005 informeert het bestuur van de Spaanse bank Banco Bilbao Vizcaya Argentaria (BBVA), de Italiaanse centrale bank president Antonio Fazio over een mogelijk bod op BNL. BBVA is bereid € 6,44 miljard te betalen voor BNL, dit is € 2,52 per aandeel. BBVA zocht overleg omdat eerder in 1999 Fazio een mogelijk fusie van BBVA en de Italiaanse bank UniCredit had tegengehouden. BBVA had al 15% van de aandelen van BNL in handen sinds 1998, toen de bank naar de beurs werd gebracht. Fazio heeft eerder al vragen en kritiek gekregen over zijn beleid om buitenlandse banken de toegang tot de versplinterde Italiaanse bankenmarkt te ontzeggen.

#### Unipol
In juli 2005 brengt de Italiaanse verzekeringsmaatschappij Unipol Assicurazioni een hoger bod uit om BNL in Italiaanse handen te houden. Het bod van € 2,70 per aandeel vertegenwoordigt een totale waarde van € 4,9 miljard, een opvallend hoog bedrag daar Unipol zelf een beurswaarde heeft van € 2,7 miljard. Een groep aandeelhouders, met 28% van de aandelen BNL, geeft aan het bod van Unipol te accepteren. Dit belang gecombineerd met het aandelenpakket van 9,9% in BNL dat Unipol al heeft, komt het totale belang uit boven de 30% en dan moet Unipol een bod uitbrengen op alle aandelen volgens de Italiaanse wet. In januari 2006 blokkeerde de Italiaanse centrale bank de overname van BNL omdat dit de financiële slagkracht van Unipol te boven gaat. Unipol moet de aandelen BNL verkopen.
In 2011 werd Antonio Fazio veroordeeld voor marktmanipulatie met betrekking tot de overname van BNL in 2005. Hij kreeg een celstraf van 3,5 jaar en een geldboete van € 1,3 miljoen. De rechtbank veroordeelde voor dezelfde reden ook de voormalige bestuursvoorzitter van Unipol, Giovanni Consorte, tot bijna vier jaar cel en een boete van € 1,3 miljoen.

#### BNP Paribas
In februari 2006 koopt BNP Paribas een belang van ongeveer 48% in BNL voor € 2,925 per aandeel of € 4,3 miljard in totaal. Dertien grote aandeelhouders in BNL, waaronder Unipol, verkopen hun aandelen. De Franse bank bracht een openbaar bod uit op de rest van de aandelen voor dezelfde prijs en in juli 2006 had het meer dan 99% van de aandelen in handen. In totaal betaalde BNP in totaal € 9 miljard voor BNL.
De overeenkomst werd gesloten nadat het bod van Unipol voor de tweede keer door de Italiaanse centrale bank werd afgewezen. BBVA, dat een nieuw bod voor BNL heeft overwogen, verkoopt haar 14,7%-belang ook aan de Fransen. De pogingen om buitenlandse investeerders in de financiële sector te weren, kostte de centrale bank president uiteindelijk zijn baan. Het overnamebod dat BNP Paribas op tafel heeft gelegd, is het eerste sinds Fazio opstapte.

## Sponsoring
BNL is vanaf 2007 de hoofdsponsor van het tennistoernooi van Rome (Internazionali BNL d'Italia).